# Grums (plaats)
Grums is de hoofdplaats van de gemeente Grums in het landschap Värmland en de provincie Värmlands län in Zweden. De plaats heeft 5231 inwoners (2005) en een oppervlakte van 550 hectare.
Grums is gelegen rond een nauwte waar water door stroomt tussen de Grumsfjord en het Åstfjord. De voornaamste bron van inkomsten is dan ook makkelijk te benoemen; de pleziervaart.

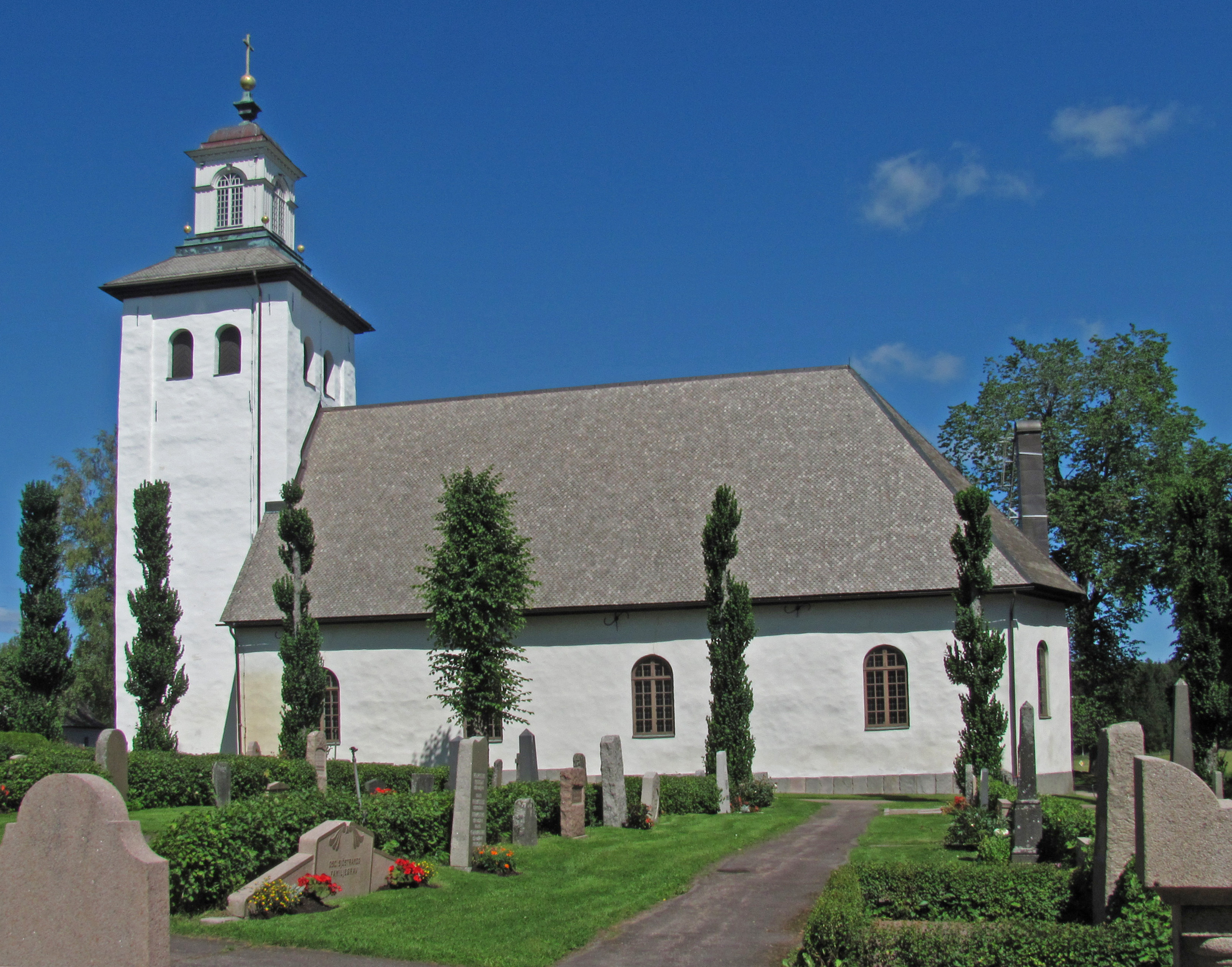
Kerk in Grums
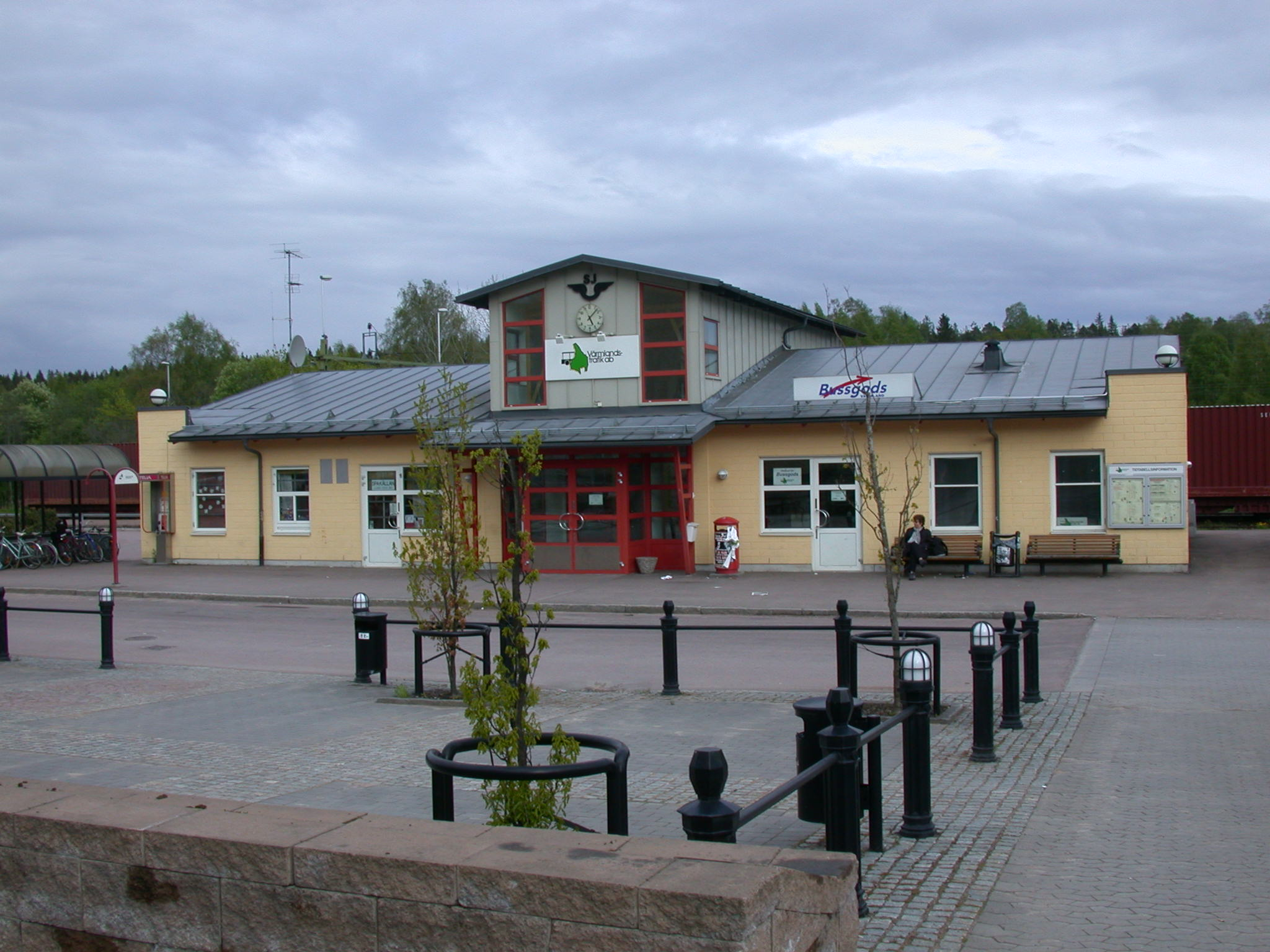
Station van Grums